# 希望降任制度
希望降任制度（きぼうこうにんせいど）とは日本の公立の小学校、中学校、高等学校の校長や教員が自ら教員の職階や職位の降格を希望してその降格を認める制度。また地方自治体の役所の職員には希望降格制度があり、同様な職位の降格を認める制度がある。

## 概要
2000年（平成12年）度から地方自治体の教育委員会によって実施される制度。公立小学校から高等学校において校長を筆頭にそれぞれ教員の職階において職務を担っている。しかしながらこれらの職務の責任を全うできない、健康上問題を抱える、家庭の事情などによって、校長や教員は職階の降格を希望し、認めることを制度化したもの。降任として校長から教頭へ、校長から教諭へ、教頭から教諭へ、部主事から教諭へなど職階1段階や2段階の例がある。職務の中には様々な教育問題と言われることへの対処も含まれる。
いくつかの自治体は役所の職員の希望降格制度を教員の場合と同じような理由によって降格を認めることを教員の希望降任制度に2~3年遅れて採用・実施している。